# Roman Jaremtjuk
Roman Olehovytj Jaremtjuk (ukrainska: Рома́н Оле́гович Яремчу́к), född 27 november 1995 i Lviv, Lviv (oblast), Ukraina (nuvarande Lvivskyj (rajon) (en)), är en ukrainsk fotbollsspelare (centerforward) som spelar för Club Brugge.

## Karriär
Den 31 juli 2021 värvades Jaremtjuk av Benfica, där han skrev på ett femårskontrakt. Den 29 augusti 2022 värvades Jaremtjuk av Club Brugge, där han skrev på ett fyraårskontrakt.